# Jean Thureau-Dangin
Pour les autres membres de la famille, voir Famille Thureau-Dangin.
Jean Thureau-Dangin, né le 8 janvier 1876 à Paris et mort le 20 octobre 1942 à Bouelles (Seine-Inférieure), est un ingénieur agronome et un homme politique français.

## Biographie
Fils de Paul Thureau-Dangin (1837-1913), secrétaire perpétuel de l'Académie française, et frère de l'archéologue François Thureau-Dangin (1872-1944), il effectue des études d'agronomie et s'établit comme agriculteur à Bouelles à l'âge de 24 ans. En 1904, il devient conseiller municipal de sa ville et conseiller général de Neufchâtel-en-Bray, puis maire de Bouelles en 1908, sous les couleurs modérées de l'Alliance démocratique.
En 1914, il s'engage au 102e régiment d'infanterie.
En 1929, il se présente à une élection législative partielle consécutive au décès du député en place, également membre de l'Alliance démocratique. Élu, Jean Thureau-Dangin rejoint le groupe centriste des Républicains de gauche, le grand groupe parlementaire de l'Alliance à la Chambre des députés. Il y devient notamment vice-président de la commission de l'Agriculture. En 1935, il quitte la Chambre basse pour se faire élire au Sénat ; il y rejoint le groupe de l'Union républicaine.
Il est président de la Société centrale d'agriculture de Seine-Inférieure.
Jean Thureau-Dangin vote, le 10 juillet 1940, en faveur de la remise des pleins pouvoirs au Maréchal Pétain et décède avant la fin du conflit.
Il épouse Sophie Leroy-Beaulieu (1876-1962), fille d'Anatole Leroy-Beaulieu et d'Antoinette Dailly.
Il meurt dans son château de Bouelles.

## Distinctions
- Chevalier de l'ordre du Mérite agricole[3]

## Sources
- « M. Jean Thureau-Dangin sénateur », Journal de Rouen,‎ 21 octobre 1942, p. 2.
- « Jean Thureau-Dangin », dans le Dictionnaire des parlementaires français (1889-1940), sous la direction de Jean Jolly, PUF, 1960 [détail de l’édition]